# Caprile (Alta Val Tidone)
Caprile (Cràvìl in dialetto piacentino) è una frazione del comune italiano di Alta Val Tidone, in provincia di Piacenza.

## Geografia fisica
Caprile è posta sull'Appennino ligure, nella val Tidoncello ad un'altitudine di 578 m s.l.m., sulla sponda destra del torrente Tidoncello, affluente del Tidone, circa 2,5 km a sud rispetto a Pecorara, che ne è stato il capoluogo comunale fino alla nascita del comune di Alta Val Tidone. Caprile si trova ai piedi del monte Mosso, che, insieme ai monti Lazzaro e Costa della Rasa forma una dorsale posta sullo spartiacque tra la val Tidoncello e la val Trebbia.

## Storia
In epoca medievale Caprile fu feudo della famiglia Dal Verme
Le prime notizie sulla presenza di una chiesa a Caprile risalgono al 1599, quando essa venne citata a seguito della visita pastorale condotta dal vescovo di Piacenza Rangoni. Nel XVIII secolo venne costruito il nuovo edificio, in pietra a vista e con elementi barocchi.
Durante la seconda guerra mondiale, nell'ambito della resistenza partigiana, Caprile venne occupato dalle formazioni partigiane operanti sull'Appennino. Nel novembre 1944, durante il rastrellamento condotto dalle truppe tedesche della divisione Turkestan e fasciste, nella zona di Caprile ci furono diversi scontri armati tra i tedeschi e la VII brigata partigiana Aosta, formata da combattenti volontari provenienti dal corpo degli Alpini che culminarono nella ritirata di questi ultimi e, in seguito, nella presa di Bobbio da parte delle truppe tedesche.
Nel 2018, con la nascita del comune di Alta Val Tidone in seguito alla fusione del comune di Pecorara con i comuni di Caminata e Nibbiano, Caprile diventò frazione di Alta Val Tidone.

## Monumenti e luoghi d'interesse
Chiesa di Sant′Andrea Apostolo e San Martino VescovoMentre la presenza di un edificio religioso a Caprile è citata per la prima volta nel 1599 come alle dipendenze della pieve di Roccapulzana, la chiesa di Sant'Andrea Apostolo e San Martino Vescovo risale al XVIII secolo. L'edificio è realizzato in pietra a vista e presenta una facciata a vento con un frontone curvilineo. Agli estremi della facciata sono presenti due lesene doriche. Nella parte alta della facciata è presente una cornice di stile barocco, sotto alla quale sono presenti due finestre murate a tutto sesto. Al centro, più in basso rispetto alle finestre, si trova un rosone, il quale sovrasta l'unico portale che permette l'accesso all'interno. L'edificio presenta una pianta basilicale a navata singola dotata di volta a botte e divisa in due campate da pilastri murali di stile dorico. Il presbiterio è accessibile dalla navata tramite un gradino, è costituito da una singola campata rettangolare che si collega alla navata tramite un arco a tutto sesto.

## Cultura

### Eventi
La festa paesana di Caprile viene organizzata l’ultima domenica del mese di agosto, mentre il patrono della frazione è santa Lucia, la cui festa cade il 13 dicembre.

## Infrastrutture e trasporti
Il centro abitato di Caprile è attraversato dalla strada provinciale 34 di Pecorara che si dirama nei pressi di Nibbiano dalla strada statale 412 della Val Tidone risalendo la valle del torrente Tidoncello.